# Carlo Zotti
Carlo Zotti (ur. 3 września 1982 w Benewencie) – włoski piłkarz grający na pozycji bramkarza.

## Kariera klubowa
Zotti piłkarską karierę zaczynał w szkółce rzymskiego klubu AS Roma. Do pierwszego zespołu trafił w sezonie 2001/2002, ale nie miał wielkich szans na grę, gdyż musiał rywalizować z takimi bramkarzami jak Ivan Pelizzoli czy Francesco Antonioli. W Serie A zadebiutował dopiero w następnym sezonie, 10 maja 2003 roku w wygranym 3:1 meczu z Torino FC, gdy w 66. minucie zmienił kontuzjowanego Pelizzolego. W 77. minucie debiutanckiego spotkania przepuścił strzał Gianmarco Frezzy. Był to w owym sezonie jego jedyny występ w Serie A. W sezonie 2003/2004 z klubu odszedł Antonioli, ale przyszedł Cristiano Lupatelli i Zotti nadal był tylko trzecim bramkarzem „giallo-rossich”, dlatego rozegrał tylko 3 mecze w Serie A, w których puścił 5 bramek, oraz 5 meczów w Pucharze UEFA. Miał więc nieznaczny udział w wywalczeniu przez Romę wicemistrzostwa Włoch. W sezonie 2004/2005 po odejściu Lupatellego Zotti stał się drugim bramkarzem Romy i gdy Pelizzoli nie mógł grać, wtedy do bramki wchodził Carlo. Rozegrał 9 ligowych meczów, w których puścił 12 bramek. Oprócz tego zagrał 2 mecze w bardzo nieudanych dla Romy rozgrywkach Ligi Mistrzów. W sezonie 2005/2006 doszło w Romie do kolejnej zmiany szkoleniowca, Bruno Contiego zastąpił Luciano Spalletti, który sprowadził do klubu nowego bramkarza, Brazylijczyka Doniego. Dla Zottiego nie było miejsca w zespole i został wypożyczony do Ascoli Calcio, ale tam nie rozegrał żadnego ligowego meczu i na sezon 2006/2007 powrócił na Stadio Olimpico. Był tam jednak dopiero piątym bramkarzem w hierarchii. W 2007 roku Zotti przebywał na wypożyczeniu w Sampdorii, 18 lipca 2008 roku na tej samej zasadzie trafił do A.S. Cittadella.

## Kariera reprezentacyjna
Zotti był w składzie młodzieżowej reprezentacji 
Włoch w kategorii Under-21 na Młodzieżowe Mistrzostwa Europy w 2004 w Niemczech. Był jednak tylko zmiennikiem Marco Amelii i nie zagrał ani minuty. Włosi natomiast zdobyli swoje piąte młodzieżowe mistrzostwo kontynentu.